# Carlo Maria Viganò
Carlo Maria Viganò (* 16. ledna 1941 Varese) je italský exkomunikovaný římskokatolický duchovní, titulární arcibiskup, kuriální a vatikánský úředník a diplomat Svatého stolce (emeritován od roku 2016). V červnu 2024 byl pro trestný čin schizmatu exkomunikován latae sententiae.

## Život

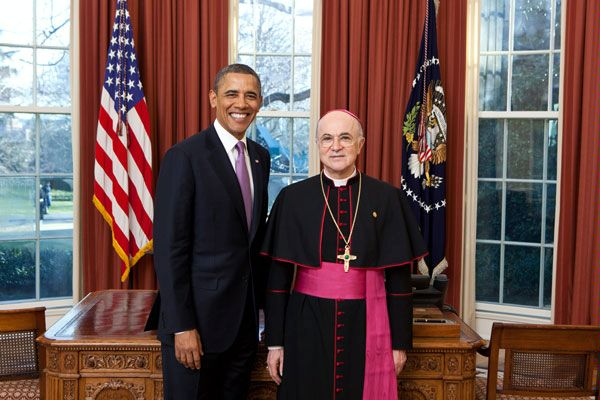
Arcibiskup Viganò s americkým prezidentem Obamou

Narodil se dne 16. ledna 1941 ve Varese. Má bratra Lorenza, který je také knězem, a sestru Rosannu.
Dne 24. března 1968 byl biskupem Carlem Alloriem vysvěcen na kněze pro diecézi Pavia. V roce 1989 byl jmenován stálým pozorovatelem Svatého stolce při Radě Evropy.
Dne 3. dubna 1992 byl papežem Janem Pavlem II. jmenován apoštolským nunciem v Nigérii a titulárním arcibiskupem ulpianským. Následujícího 26. dubna přijal biskupské svěcení v bazilice sv. Petra z rukou papeže Jana Pavla II. Spolusvětitely byli kardinálové Franciszek Macharski a Angelo Sodano. Dne 4. dubna 1998 byl jmenován sekretářem pro papežská diplomatická zastoupení.
Dne 16. července 2009 se stal generálním sekretářem Governatorátu Městského státu Vatikán, kterému v té době předsedal kardinál Giovanni Lajolo. Dne 19. října 2011 byl jmenován apoštolským nunciem ve Spojených státech amerických. Ve funkci nuncia setrval do 12. dubna 2016, kdy byla po dosažení věku 75 let schválena jeho rezignace.
V srpnu 2018 zveřejnil dopis, v němž obvinil papeže Františka a řadu dalších vysokých kuriálních úředníků a amerických biskupů, že dlouhodobě věděli o obviněních ze sexuálního zneužívání proti kardinálu McCarrickovi a drželi nad ním ochrannou ruku. V případě papeže pak ještě přidal obvinění, že přes znalost obvinění, proti McCarrickovi vznesených, dotyčného zbavil trestů, které měl na McCarricka tajně uvalit Benedikt XVI., a zařadil ho mezi své vlivné poradce. Zároveň papeže vyzval k rezignaci.
V březnu 2022 kritizoval Evropskou unii, NATO a americký „deep state“, že podle jeho názoru svými postoji vyvolaly válku na Ukrajině.
V červenci 2023 Viganò založil sdružení Exsurge Domine s cílem poskytovat podporu duchovním, laikům a řeholníkům, kteří byli suspendováni, laicizováni nebo sankcionováni katolickou hierarchií kvůli jejich tradicionalistickým pozicím. V lednu 2024 několik zdrojů uvedlo, že Viganò byl znovu vysvěcen na biskupa exkomunikovaným biskupem Richardem Williamsonem. To by naznačovalo, že Viganò věří, že svátosti udělované prostřednictvím misálu Pavla VI. mají pochybnou platnost, a jako takové je pochybné i jeho vlastní vysvěcení na biskupa.
V červnu 2024 byl Viganò pro trestný čin schizmatu dekretem Dikasteria pro nauku víry exkomunikován latae sententiae. Jako důvody byly uvedeny jeho neuznávání legitimity papeže a II. vatikánského koncilu.